# Idiops bombayensis
Idiops bombayensis là một loài nhện trong họ Idiopidae.
Loài này thuộc chi Idiops. Idiops bombayensis được Siliwal, Molur & Biswamoy Biswas miêu tả năm 2005.